# Llista de topònims de Gandesa
Llista de topònims (noms propis de lloc) del municipi de Gandesa, a la Terra Alta
Informació actualitzada per un bot. Els canvis manuals es perdran quan s'actualitzi!

## cabana
| imatge | Nom                             | Ubicat a | instància de | Detalls | coordenades                                                          | Protecció | Commons (més fotos) | Dades a WD                    |
| ------ | ------------------------------- | -------- | ------------ | ------- | -------------------------------------------------------------------- | --------- | ------------------- | ----------------------------- |
|        | Maset del Mariquillo de Corbera | Gandesa  | cabana       |         | 41° 03′ 29″ N, 0° 29′ 32″ E / 41.0579280694979°N,0.492145435709117°E |           |                     | Modifica les dades a Wikidata |
|        | caseta de l'Antònio             | Gandesa  | cabana       |         | 41° 03′ 15″ N, 0° 21′ 52″ E / 41.0541952806569°N,0.364509554031472°E |           |                     | Modifica les dades a Wikidata |
|        | caseta del Corderet             | Gandesa  | cabana       |         | 41° 03′ 19″ N, 0° 29′ 06″ E / 41.0551878505644°N,0.485027041495734°E |           |                     | Modifica les dades a Wikidata |

## casa
| imatge | Nom                     | Ubicat a | instància de | Detalls                                                  | coordenades                                                                                | Protecció                                  | Commons (més fotos)      | Dades a WD                    |
| ------ | ----------------------- | -------- | ------------ | -------------------------------------------------------- | ------------------------------------------------------------------------------------------ | ------------------------------------------ | ------------------------ | ----------------------------- |
|        | Ca Timbales             | Gandesa  | casa         | Estil: arquitectura gòtica                               | 41° 03′ 08″ N, 0° 26′ 18″ E / 41.052153°N,0.438443°E                                       | bé integrant del patrimoni cultural català |                          | Modifica les dades a Wikidata |
|        | Casa Baronesa de Purroy | Gandesa  | casa         | Estil: arquitectura del Renaixement arquitectura barroca | 41° 03′ 08″ N, 0° 26′ 20″ E / 41.052257°N,0.438886°E 368 msnm                              | bé cultural d'interès local                | Casa Baronesa de Purroy  | Modifica les dades a Wikidata |
|        | Casa Calixto            | Gandesa  | casa         | Estil: Renaixement                                       | 41° 03′ 16″ N, 0° 26′ 22″ E / 41.054498°N,0.439437°E                                       | bé integrant del patrimoni cultural català | Casa Calixto             | Modifica les dades a Wikidata |
|        | Casa Cervelló           | Gandesa  | casa         |                                                          | 41° 03′ 10″ N, 0° 26′ 14″ E / 41.052845°N,0.4371°E                                         | bé integrant del patrimoni cultural català | Casa Cervelló            | Modifica les dades a Wikidata |
|        | Casa Liori              | Gandesa  | casa         |                                                          | 41° 03′ 09″ N, 0° 26′ 17″ E / 41.052373°N,0.437944°E                                       | bé integrant del patrimoni cultural català | Casa Liori               | Modifica les dades a Wikidata |
|        | Casa Paladella          | Gandesa  | casa         | Estil: arquitectura popular                              | 41° 03′ 06″ N, 0° 26′ 13″ E / 41.051679°N,0.436824°E                                       | bé integrant del patrimoni cultural català | Casa Paladella (Gandesa) | Modifica les dades a Wikidata |
|        | Casa Pedrol             | Gandesa  | casa         | Estil: racionalisme arquitectònic                        | 41° 03′ 11″ N, 0° 26′ 21″ E / 41.053123°N,0.439163°E ca:C. Sense Sol, 10                   | bé integrant del patrimoni cultural català | Casa Pedrol (Gandesa)    | Modifica les dades a Wikidata |
|        | Casa Rallo              | Gandesa  | casa         | Estil: racionalisme arquitectònic                        | 41° 03′ 10″ N, 0° 26′ 17″ E / 41.052902°N,0.438017°E                                       | bé integrant del patrimoni cultural català | Casa Rallo               | Modifica les dades a Wikidata |
|        | Casa Redó               | Gandesa  | casa         | Estil: noucentisme                                       | 41° 03′ 11″ N, 0° 26′ 15″ E / 41.053054°N,0.43739°E                                        | bé integrant del patrimoni cultural català | Casa Redó                | Modifica les dades a Wikidata |
|        | Casa Serrano i Sunyer   | Gandesa  | casa         | Estil: arquitectura gòtica                               | 41° 03′ 08″ N, 0° 26′ 19″ E / 41.052336°N,0.438529°E                                       | bé integrant del patrimoni cultural català | Casa Serrano i Sunyer    | Modifica les dades a Wikidata |
|        | Casa Serretes           | Gandesa  | casa         | Estil: arquitectura popular 19th century                 | 41° 03′ 10″ N, 0° 26′ 20″ E / 41.052777777778°N,0.43888888888889°E ca:Carrer Santa Anna, 9 | bé integrant del patrimoni cultural català | Casa Serretes            | Modifica les dades a Wikidata |
|        | Casa Trinquet           | Gandesa  | casa         | Estil: arquitectura eclèctica                            | 41° 03′ 17″ N, 0° 26′ 23″ E / 41.054742°N,0.439763°E                                       | bé integrant del patrimoni cultural català | Casa Trinquet            | Modifica les dades a Wikidata |
|        | Casa de l'Inquisidor    | Gandesa  | casa         | Estil: arquitectura gòtica noucentisme                   | 41° 03′ 09″ N, 0° 26′ 12″ E / 41.05247°N,0.43669°E 365 msnm                                | bé integrant del patrimoni cultural català | Casa de l'Inquisidor     | Modifica les dades a Wikidata |
|        | Casa la Miguela         | Gandesa  | casa         | Estil: modernisme català                                 | 41° 03′ 14″ N, 0° 26′ 19″ E / 41.053959°N,0.438721°E ca:Plaça de la Farola, 6              | bé integrant del patrimoni cultural català | Casa la Miguela          | Modifica les dades a Wikidata |
|        | ca Tomaset              | Gandesa  | casa         | Estil: noucentisme 20th century                          | 41° 03′ 11″ N, 0° 26′ 21″ E / 41.053015°N,0.439173°E ca:Av. València, 26 367 msnm          | bé integrant del patrimoni cultural català | Ca Tomaset               | Modifica les dades a Wikidata |
|        | cal Morrut              | Gandesa  | casa         | Estil: arquitectura popular 17th century                 | 41° 03′ 08″ N, 0° 26′ 16″ E / 41.052227°N,0.437817°E ca:C. Carnisseries, 32 367 msnm       | bé integrant del patrimoni cultural català | Cal Morrut               | Modifica les dades a Wikidata |
|        | casa Cerer              | Gandesa  | casa         | Estil: arquitectura gòtica arquitectura popular          | 41° 03′ 11″ N, 0° 26′ 12″ E / 41.05302°N,0.43665°E ca:C. Pes Vell, 16 372 msnm             | bé integrant del patrimoni cultural català | Casa Cerer (Gandesa)     | Modifica les dades a Wikidata |
|        | casa Pradell            | Gandesa  | casa         | Estil: arquitectura modernista 1912                      | 41° 03′ 11″ N, 0° 26′ 19″ E / 41.053064°N,0.438597°E ca:Plaça del Comerç, 11 366 msnm      | bé integrant del patrimoni cultural català | Casa Pradell (Gandesa)   | Modifica les dades a Wikidata |
|        | la Rectoria             | Gandesa  | casa         | Estil: noucentisme 20th century                          | 41° 03′ 09″ N, 0° 26′ 14″ E / 41.052588°N,0.437265°E ca:Pl. de l'Església                  | bé integrant del patrimoni cultural català |                          | Modifica les dades a Wikidata |

## cova
| imatge | Nom                | Ubicat a | instància de | Detalls | coordenades                                                          | Protecció | Commons (més fotos) | Dades a WD                    |
| ------ | ------------------ | -------- | ------------ | ------- | -------------------------------------------------------------------- | --------- | ------------------- | ----------------------------- |
|        | cova d'en Guàrdia  | Gandesa  | cova         |         | 41° 02′ 27″ N, 0° 26′ 44″ E / 41.0408741491969°N,0.445660857862568°E |           |                     | Modifica les dades a Wikidata |
|        | cova del Toll Blau | Gandesa  | cova         |         | 40° 59′ 39″ N, 0° 26′ 28″ E / 40.9941154902379°N,0.441036480250154°E |           |                     | Modifica les dades a Wikidata |

## creu de terme
| imatge | Nom                   | Ubicat a | instància de  | Detalls                                 | coordenades                                                                               | Protecció                   | Commons (més fotos)             | Dades a WD                    |
| ------ | --------------------- | -------- | ------------- | --------------------------------------- | ----------------------------------------------------------------------------------------- | --------------------------- | ------------------------------- | ----------------------------- |
|        | creu de la Saboga     | Gandesa  | creu de terme | Estat: enderrocat o destruït            | 41° 04′ 04″ N, 0° 23′ 26″ E / 41.0676562667792°N,0.39042734682714°E                       |                             |                                 | Modifica les dades a Wikidata |
|        | creu de terme coberta | Gandesa  | creu de terme | Estil: arquitectura gòtica 13rd century | 41° 03′ 29″ N, 0° 26′ 21″ E / 41.058103°N,0.439195°E ca:Plaça de Francesc Serres 363 msnm | bé cultural d'interès local | Creu de terme coberta (Gandesa) | Modifica les dades a Wikidata |

## curs d'aigua
| imatge | Nom            | Ubicat a                                                                  | instància de | Detalls                 | coordenades                                                                                             | Protecció | Commons (més fotos) | Dades a WD                    |
| ------ | -------------- | ------------------------------------------------------------------------- | ------------ | ----------------------- | --- | --------- | ------------------- | ----------------------------- |
|        | el Canaletes   | Horta de Sant Joan Bot Prat de Comte Gandesa el Pinell de Brai Benifallet | curs d'aigua | Desemboca: Ebre         | 40° 53′ 03″ N, 0° 21′ 33″ E / 40.88405°N,0.359131°E 40° 57′ 44″ N, 0° 30′ 33″ E / 40.96218°N,0.509157°E |           | El Canaletes        | Modifica les dades a Wikidata |
|        | riu de Gandesa | Gandesa Bot                                                               | curs d'aigua | Desemboca: el Canaletes | 41° 00′ 25″ N, 0° 23′ 30″ E / 41.006944444444°N,0.39166666666667°E                                      |           |                     | Modifica les dades a Wikidata |

## edifici
| imatge | Nom                                   | Ubicat a | instància de | Detalls                                  | coordenades                                                                                           | Protecció                                  | Commons (més fotos)                   | Dades a WD                    |
| ------ | ------------------------------------- | -------- | ------------ | ---------------------------------------- | --- | ------------------------------------------ | ------------------------------------- | ----------------------------- |
|        | Antic Escorxador Municipal de Gandesa | Gandesa  | edifici      | 20th century                             | 41° 03′ 16″ N, 0° 26′ 05″ E / 41.054357°N,0.434676°E ca:Carrer Font Vella, s/n (Camí Gandesa a Batea) | bé cultural d'interès local                | Antic Escorxador Municipal de Gandesa | Modifica les dades a Wikidata |
|        | Consell Comarcal de la Terra Alta     | Gandesa  | edifici      |                                          | 41° 03′ 05″ N, 0° 26′ 10″ E / 41.0513525166405°N,0.436082025208289°E                                  |                                            |                                       | Modifica les dades a Wikidata |
|        | Fonda de P. Manyà                     | Gandesa  | edifici      | Estil: arquitectura eclèctica            | 41° 03′ 15″ N, 0° 26′ 19″ E / 41.054087°N,0.438535°E                                                  | bé integrant del patrimoni cultural català | Fonda de P. Manyà                     | Modifica les dades a Wikidata |
|        | Galeria Casa Font                     | Gandesa  | edifici      | Estat: enderrocat o destruït             | | bé integrant del patrimoni cultural català |                                       | Modifica les dades a Wikidata |
|        | la Germandat                          | Gandesa  | edifici      | Estil: arquitectura popular 20th century | 41° 03′ 13″ N, 0° 26′ 15″ E / 41.053729°N,0.437545°E ca:C. Molí de la Vila i Pavia 363 msnm           | bé integrant del patrimoni cultural català | La Germandat (Gandesa)                | Modifica les dades a Wikidata |

## església
| imatge | Nom                                        | Ubicat a | instància de      | Detalls                     | coordenades                                                                   | Protecció                                            | Commons (més fotos)                   | Dades a WD                    |
| ------ | ------------------------------------------ | -------- | ----------------- | --------------------------- | ----------------------------------------------------------------------------- | ---------------------------------------------------- | ------------------------------------- | ----------------------------- |
|        | Sant Marc                                  | Gandesa  | església ermita   | Estat: ruïnós               | 41° 02′ 28″ N, 0° 28′ 33″ E / 41.0411082977814°N,0.475891826404295°E 502 msnm |                                                      |                                       | Modifica les dades a Wikidata |
|        | Santuari de la Mare de Déu de la Fontcalda | Gandesa  | església santuari | Estil: arquitectura barroca | 41° 00′ 04″ N, 0° 25′ 43″ E / 41.001015°N,0.428693°E                          | bé cultural d'interès local                          | Santuari de Fontcalda (Gandesa)       | Modifica les dades a Wikidata |
|        | el Calvari de Gandesa                      | Gandesa  | església          | Estil: arquitectura popular | 41° 02′ 45″ N, 0° 26′ 11″ E / 41.045914°N,0.4365°E ca:Camí del Calvari        | bé integrant del patrimoni cultural català           | El Calvari de Gandesa                 | Modifica les dades a Wikidata |
|        | l'Assumpció                                | Gandesa  | església          |                             | 41° 03′ 09″ N, 0° 26′ 16″ E / 41.052465°N,0.437665°E                          | bé d'interès cultural bé cultural d'interès nacional | Mare de Déu de l'Assumpció de Gandesa | Modifica les dades a Wikidata |

## font
| imatge | Nom                                  | Ubicat a | instància de | Detalls                                  | coordenades                                                          | Protecció                                  | Commons (més fotos)   | Dades a WD                    |
| ------ | ------------------------------------ | -------- | ------------ | ---------------------------------------- | -------------------------------------------------------------------- | ------------------------------------------ | --------------------- | ----------------------------- |
|        | font Ballestana                      | Gandesa  | font         |                                          | 41° 03′ 37″ N, 0° 24′ 04″ E / 41.060243053366°N,0.40100020922017°E   |                                            |                       | Modifica les dades a Wikidata |
|        | font a la vora de l'antic Escorxador | Gandesa  | font         | Estil: arquitectura popular 16th century | ca:Ctra. de Vilalba dels Arcs                                        | bé integrant del patrimoni cultural català | Font Vella de Gandesa | Modifica les dades a Wikidata |
|        | font de l'Aubà                       | Gandesa  | font         |                                          | 41° 03′ 16″ N, 0° 22′ 37″ E / 41.0544627947475°N,0.377016039060754°E |                                            |                       | Modifica les dades a Wikidata |
|        | font de l'Heura                      | Gandesa  | font         |                                          | 41° 02′ 18″ N, 0° 26′ 18″ E / 41.0384231089769°N,0.438309002064084°E |                                            |                       | Modifica les dades a Wikidata |

## granja
| imatge | Nom                  | Ubicat a | instància de | Detalls | coordenades                                                          | Protecció | Commons (més fotos) | Dades a WD                    |
| ------ | -------------------- | -------- | ------------ | ------- | -------------------------------------------------------------------- | --------- | ------------------- | ----------------------------- |
|        | Granja Borràs        | Gandesa  | granja       |         | 41° 03′ 38″ N, 0° 26′ 57″ E / 41.0604856348124°N,0.449066632047292°E |           |                     | Modifica les dades a Wikidata |
|        | Granja d'en Toledano | Gandesa  | granja       |         | 41° 02′ 46″ N, 0° 23′ 58″ E / 41.0460431866189°N,0.399336197389939°E |           |                     | Modifica les dades a Wikidata |
|        | Granja de Botonet    | Gandesa  | granja       |         | 41° 03′ 50″ N, 0° 25′ 54″ E / 41.0639961663726°N,0.431544610058453°E |           |                     | Modifica les dades a Wikidata |
|        | Granja de Caxanc     | Gandesa  | granja       |         | 41° 03′ 24″ N, 0° 25′ 56″ E / 41.0566524040444°N,0.432211241496061°E |           |                     | Modifica les dades a Wikidata |
|        | Granja de Martí      | Gandesa  | granja       |         | 41° 03′ 06″ N, 0° 25′ 34″ E / 41.0517081129655°N,0.426180947477593°E |           |                     | Modifica les dades a Wikidata |
|        | Granja del Barrat    | Gandesa  | granja       |         | 41° 03′ 44″ N, 0° 25′ 50″ E / 41.0622198652599°N,0.430649870411139°E |           |                     | Modifica les dades a Wikidata |
|        | Granja del Mariano   | Gandesa  | granja       |         | 41° 04′ 12″ N, 0° 27′ 12″ E / 41.0698746577465°N,0.453309357761583°E |           |                     | Modifica les dades a Wikidata |

## masia
| imatge | Nom                     | Ubicat a | instància de | Detalls | coordenades                                                          | Protecció | Commons (més fotos) | Dades a WD                    |
| ------ | ----------------------- | -------- | ------------ | ------- | -------------------------------------------------------------------- | --------- | ------------------- | ----------------------------- |
|        | Carruva del Frare       | Gandesa  | masia        |         | 41° 02′ 43″ N, 0° 28′ 15″ E / 41.0452644906804°N,0.470736213478909°E |           |                     | Modifica les dades a Wikidata |
|        | Casa del Delme          | Gandesa  | masia        |         | 41° 03′ 10″ N, 0° 26′ 12″ E / 41.0527060876721°N,0.436600555244221°E |           |                     | Modifica les dades a Wikidata |
|        | Guardiola del Gord      | Gandesa  | masia        |         | 41° 01′ 54″ N, 0° 24′ 42″ E / 41.031660949303°N,0.41164073868876°E   |           |                     | Modifica les dades a Wikidata |
|        | Mas Berenguer           | Gandesa  | masia        |         | 41° 06′ 29″ N, 0° 22′ 59″ E / 41.1081212485853°N,0.38316841724118°E  |           |                     | Modifica les dades a Wikidata |
|        | Mas d'Arnal             | Gandesa  | masia        |         | 41° 04′ 23″ N, 0° 23′ 00″ E / 41.0730694497618°N,0.383286290129306°E |           |                     | Modifica les dades a Wikidata |
|        | Mas d'en Sixtet         | Gandesa  | masia        |         | 41° 03′ 03″ N, 0° 28′ 27″ E / 41.0509308487875°N,0.474064672472644°E |           |                     | Modifica les dades a Wikidata |
|        | Mas d'en Sunyer         | Gandesa  | masia        |         | 41° 02′ 04″ N, 0° 26′ 38″ E / 41.0344470423349°N,0.443804064082°E    |           |                     | Modifica les dades a Wikidata |
|        | Mas d'en Torner         | Gandesa  | masia        |         | 41° 01′ 33″ N, 0° 26′ 54″ E / 41.0257771832847°N,0.448444975444588°E |           |                     | Modifica les dades a Wikidata |
|        | Mas d'en Vidal          | Gandesa  | masia        |         | 41° 04′ 17″ N, 0° 24′ 32″ E / 41.0715047555521°N,0.408889125013532°E |           |                     | Modifica les dades a Wikidata |
|        | Mas de Cantabé          | Gandesa  | masia        |         | 41° 04′ 03″ N, 0° 26′ 42″ E / 41.0673674443176°N,0.445027936771368°E |           |                     | Modifica les dades a Wikidata |
|        | Mas de Celo             | Gandesa  | masia        |         | 41° 03′ 28″ N, 0° 22′ 02″ E / 41.0577009990776°N,0.367356188734734°E |           |                     | Modifica les dades a Wikidata |
|        | Mas de Coll             | Gandesa  | masia        |         | 41° 04′ 48″ N, 0° 23′ 10″ E / 41.079986073819°N,0.386035181028656°E  |           |                     | Modifica les dades a Wikidata |
|        | Mas de Colàs            | Gandesa  | masia        |         | 41° 01′ 53″ N, 0° 27′ 18″ E / 41.0312733953182°N,0.455048129440338°E |           |                     | Modifica les dades a Wikidata |
|        | Mas de Cosmet           | Gandesa  | masia        |         | 41° 02′ 09″ N, 0° 23′ 17″ E / 41.035819780359°N,0.388164923106035°E  |           |                     | Modifica les dades a Wikidata |
|        | Mas de Felipe           | Gandesa  | masia        |         | 41° 03′ 55″ N, 0° 25′ 35″ E / 41.0651884797927°N,0.426452391301788°E |           |                     | Modifica les dades a Wikidata |
|        | Mas de Jai              | Gandesa  | masia        |         | 41° 03′ 29″ N, 0° 23′ 30″ E / 41.0581612539192°N,0.391540653165899°E |           |                     | Modifica les dades a Wikidata |
|        | Mas de Jardí            | Gandesa  | masia        |         | 41° 01′ 47″ N, 0° 27′ 14″ E / 41.029751148921°N,0.453822220078052°E  |           |                     | Modifica les dades a Wikidata |
|        | Mas de Joanet del Cano  | Gandesa  | masia        |         | 41° 03′ 00″ N, 0° 22′ 02″ E / 41.0501252737009°N,0.36731336288642°E  |           |                     | Modifica les dades a Wikidata |
|        | Mas de Josepet de Jardí | Gandesa  | masia        |         | 41° 03′ 10″ N, 0° 21′ 32″ E / 41.0527420424576°N,0.358868387575652°E |           |                     | Modifica les dades a Wikidata |
|        | Mas de Magrinyà         | Gandesa  | masia        |         | 41° 02′ 38″ N, 0° 23′ 10″ E / 41.0438264123289°N,0.386158865597998°E |           |                     | Modifica les dades a Wikidata |
|        | Mas de Malafusta        | Gandesa  | masia        |         | 41° 04′ 08″ N, 0° 24′ 13″ E / 41.0690003368009°N,0.403667710289337°E |           |                     | Modifica les dades a Wikidata |
|        | Mas de Mariano          | Gandesa  | masia        |         | 41° 03′ 22″ N, 0° 21′ 30″ E / 41.0560682390975°N,0.358199816638818°E |           |                     | Modifica les dades a Wikidata |
|        | Mas de Paco del Poste   | Gandesa  | masia        |         | 41° 02′ 20″ N, 0° 24′ 24″ E / 41.0387859515305°N,0.406628606360318°E |           |                     | Modifica les dades a Wikidata |
|        | Mas de Perelló          | Gandesa  | masia        |         | 41° 03′ 57″ N, 0° 21′ 50″ E / 41.065704342443°N,0.36389386830421°E   |           |                     | Modifica les dades a Wikidata |
|        | Mas de Puei             | Gandesa  | masia        |         | 41° 05′ 37″ N, 0° 23′ 52″ E / 41.0935647779011°N,0.397806978983531°E |           |                     | Modifica les dades a Wikidata |
|        | Mas de Putxeret         | Gandesa  | masia        |         | 41° 03′ 02″ N, 0° 21′ 44″ E / 41.0504789653157°N,0.362302211038117°E |           |                     | Modifica les dades a Wikidata |
|        | Mas de Quetxo           | Gandesa  | masia        |         | 41° 05′ 27″ N, 0° 24′ 34″ E / 41.0907174014137°N,0.40933634450662°E  |           |                     | Modifica les dades a Wikidata |
|        | Mas de Redó             | Gandesa  | masia        |         | 41° 01′ 58″ N, 0° 23′ 42″ E / 41.0328399845128°N,0.394991312634811°E |           |                     | Modifica les dades a Wikidata |
|        | Mas de Sarió            | Gandesa  | masia        |         | 41° 05′ 19″ N, 0° 25′ 17″ E / 41.088620610287°N,0.42130974175806°E   |           |                     | Modifica les dades a Wikidata |
|        | Mas de Soro             | Gandesa  | masia        |         | 41° 03′ 24″ N, 0° 21′ 49″ E / 41.0565556742783°N,0.363748946821688°E |           |                     | Modifica les dades a Wikidata |
|        | Mas de Troquellano      | Gandesa  | masia        |         | 41° 03′ 03″ N, 0° 28′ 59″ E / 41.0508044059461°N,0.483100039143543°E |           |                     | Modifica les dades a Wikidata |
|        | Mas de Vallets          | Gandesa  | masia        |         | 41° 04′ 49″ N, 0° 25′ 30″ E / 41.0803114905695°N,0.424862311067676°E |           |                     | Modifica les dades a Wikidata |
|        | Mas de Valls            | Gandesa  | masia        |         | 41° 04′ 04″ N, 0° 22′ 50″ E / 41.0677654305983°N,0.380557204854416°E |           |                     | Modifica les dades a Wikidata |
|        | Mas de Xalamera         | Gandesa  | masia        |         | 41° 04′ 23″ N, 0° 24′ 08″ E / 41.0731833753742°N,0.402241434414603°E |           |                     | Modifica les dades a Wikidata |
|        | Mas de Xaparro          | Gandesa  | masia        |         | 41° 05′ 28″ N, 0° 23′ 27″ E / 41.0912481517773°N,0.390957759034275°E |           |                     | Modifica les dades a Wikidata |
|        | Mas de l'Inquisidor     | Gandesa  | masia        |         | 41° 05′ 13″ N, 0° 22′ 22″ E / 41.0869055397336°N,0.372677945350924°E |           |                     | Modifica les dades a Wikidata |
|        | Mas de la Campana       | Gandesa  | masia        |         | 41° 02′ 47″ N, 0° 23′ 59″ E / 41.0464455783318°N,0.399605872969442°E |           |                     | Modifica les dades a Wikidata |
|        | Mas de la Pera Joana    | Gandesa  | masia        |         | 41° 04′ 06″ N, 0° 22′ 16″ E / 41.0683691741581°N,0.371083858964258°E |           |                     | Modifica les dades a Wikidata |
|        | Mas de la Vella         | Gandesa  | masia        |         | 41° 01′ 59″ N, 0° 24′ 22″ E / 41.0331207039257°N,0.406232565530564°E |           |                     | Modifica les dades a Wikidata |
|        | Mas del Baró            | Gandesa  | masia        |         | 41° 04′ 37″ N, 0° 25′ 18″ E / 41.076922065591°N,0.42176729828228°E   |           |                     | Modifica les dades a Wikidata |
|        | Mas del Borrasquer      | Gandesa  | masia        |         | 41° 03′ 12″ N, 0° 29′ 18″ E / 41.0532399443538°N,0.488218647553223°E |           |                     | Modifica les dades a Wikidata |
|        | Mas del Botà            | Gandesa  | masia        |         | 41° 02′ 58″ N, 0° 21′ 50″ E / 41.0495776761463°N,0.363849220487694°E |           |                     | Modifica les dades a Wikidata |
|        | Mas del Cavaller        | Gandesa  | masia        |         | 41° 04′ 29″ N, 0° 22′ 10″ E / 41.07483880379°N,0.36947974128146°E    |           |                     | Modifica les dades a Wikidata |
|        | Mas del Cerer           | Gandesa  | masia        |         | 41° 02′ 12″ N, 0° 24′ 39″ E / 41.0367004572142°N,0.410814389514975°E |           |                     | Modifica les dades a Wikidata |
|        | Mas del Costurer        | Gandesa  | masia        |         | 41° 06′ 02″ N, 0° 24′ 33″ E / 41.1005910258532°N,0.409031485209297°E |           |                     | Modifica les dades a Wikidata |
|        | Mas del Galerà          | Gandesa  | masia        |         | 41° 04′ 48″ N, 0° 23′ 35″ E / 41.079878985405°N,0.39308453387059°E   |           |                     | Modifica les dades a Wikidata |
|        | Mas del Mosset          | Gandesa  | masia        |         | 41° 03′ 22″ N, 0° 21′ 35″ E / 41.0561473103606°N,0.359683993228139°E |           |                     | Modifica les dades a Wikidata |
|        | Mas del Panso           | Gandesa  | masia        |         | 41° 04′ 34″ N, 0° 24′ 44″ E / 41.0760632218953°N,0.4121379044185°E   |           |                     | Modifica les dades a Wikidata |
|        | Mas del Patxo           | Gandesa  | masia        |         | 41° 03′ 24″ N, 0° 22′ 54″ E / 41.0566237894886°N,0.381737275260032°E |           |                     | Modifica les dades a Wikidata |
|        | Mas del Puntal          | Gandesa  | masia        |         | 41° 03′ 56″ N, 0° 26′ 51″ E / 41.0656415063716°N,0.447617705775046°E |           |                     | Modifica les dades a Wikidata |
|        | Mas del Roio            | Gandesa  | masia        |         | 41° 03′ 23″ N, 0° 22′ 33″ E / 41.0564075087566°N,0.375796451407638°E |           |                     | Modifica les dades a Wikidata |
|        | Mas del Tronc           | Gandesa  | masia        |         | 41° 03′ 04″ N, 0° 21′ 37″ E / 41.051119826593°N,0.360396740591385°E  |           |                     | Modifica les dades a Wikidata |
|        | Mas del Xollat          | Gandesa  | masia        |         | 41° 06′ 03″ N, 0° 23′ 41″ E / 41.1009348138594°N,0.394729693355463°E |           |                     | Modifica les dades a Wikidata |
|        | Santa Bàrbara           | Gandesa  | masia        |         | 41° 05′ 33″ N, 0° 24′ 19″ E / 41.0925152943154°N,0.405182126034443°E |           |                     | Modifica les dades a Wikidata |
|        | Torre de Castellnou     | Gandesa  | masia        |         | 41° 05′ 42″ N, 0° 24′ 19″ E / 41.0950583271434°N,0.405320108411462°E |           |                     | Modifica les dades a Wikidata |

## muntanya
| imatge | Nom                 | Ubicat a                  | instància de | Detalls | coordenades                                                             | Protecció | Commons (més fotos)     | Dades a WD                    |
| ------ | ------------------- | ------------------------- | ------------ | ------- | ----------------------------------------------------------------------- | --------- | ----------------------- | ----------------------------- |
|        | Cim de la Mort      | Gandesa                   | muntanya     |         | 41° 02′ 48″ N, 0° 27′ 34″ E / 41.04669444°N,0.45947222°E 482.6 msnm     |           |                         | Modifica les dades a Wikidata |
|        | Coll del Moro       | Gandesa                   | muntanya     |         | 41° 02′ 53″ N, 0° 23′ 12″ E / 41.04811111°N,0.38652778°E 483 msnm       |           | Coll del Moro (Gandesa) | Modifica les dades a Wikidata |
|        | Coll dels Gironesos | Gandesa Corbera d'Ebre    | muntanya     |         | 41° 03′ 36″ N, 0° 27′ 58″ E / 41.05997222°N,0.46622222°E 399.7 msnm     |           |                         | Modifica les dades a Wikidata |
|        | Mola d'Irto         | Gandesa                   | muntanya     |         | 41° 02′ 30″ N, 0° 28′ 29″ E / 41.041788°N,0.4748°E 538 msnm             |           |                         | Modifica les dades a Wikidata |
|        | Puig Cavaller       | Gandesa                   | muntanya     |         | 41° 01′ 40″ N, 0° 26′ 15″ E / 41.0277617786°N,0.437628283448°E 706 msnm |           | Puig Cavaller           | Modifica les dades a Wikidata |
|        | Puig de l'Àliga     | Gandesa                   | muntanya     |         | 41° 02′ 55″ N, 0° 28′ 01″ E / 41.04858333°N,0.46708333°E 484.4 msnm     |           |                         | Modifica les dades a Wikidata |
|        | Punta Redona        | Gandesa el Pinell de Brai | muntanya     |         | 41° 03′ 32″ N, 0° 30′ 03″ E / 41.058849°N,0.500928°E 659 msnm           |           | Punta Redona (Gandesa)  | Modifica les dades a Wikidata |

## serra
| imatge | Nom                        | Ubicat a                             | instància de | Detalls                              | coordenades                                                         | Protecció | Commons (més fotos) | Dades a WD                    |
| ------ | -------------------------- | ------------------------------------ | ------------ | ------------------------------------ | ------------------------------------------------------------------- | --------- | ------------------- | ----------------------------- |
|        | serra d'Entrebarrancs      | Bot Gandesa                          | serra        |                                      | 41° 01′ 28″ N, 0° 24′ 51″ E / 41.0245°N,0.414056°E 413.1 msnm       |           |                     | Modifica les dades a Wikidata |
|        | serra de Cavalls           | Benissanet Gandesa el Pinell de Brai | serra        |                                      | 41° 03′ 19″ N, 0° 29′ 47″ E / 41.05515833°N,0.49633056°E            |           | Serra de Cavalls    | Modifica les dades a Wikidata |
|        | serra de Santa Madrona     | Corbera d'Ebre Gandesa               | serra        | Anomenat per: Madrona de Tessalònica | 41° 03′ 30″ N, 0° 29′ 13″ E / 41.0584°N,0.486889°E 549.6 msnm       |           |                     | Modifica les dades a Wikidata |
|        | serra de Voravall          | Gandesa                              | serra        |                                      | 41° 05′ 33″ N, 0° 23′ 20″ E / 41.0926°N,0.389°E 435.8 msnm          |           |                     | Modifica les dades a Wikidata |
|        | serra de la Font de l'Aubà | Gandesa                              | serra        |                                      | 41° 03′ 50″ N, 0° 22′ 52″ E / 41.0639°N,0.381°E 465.6 msnm          |           |                     | Modifica les dades a Wikidata |
|        | serra de la Solsida        | Gandesa                              | serra        |                                      | 41° 01′ 27″ N, 0° 25′ 59″ E / 41.02408333°N,0.433°E 706.2 msnm      |           |                     | Modifica les dades a Wikidata |
|        | serra del Crestall         | Gandesa                              | serra        |                                      | 41° 00′ 24″ N, 0° 26′ 10″ E / 41.0067°N,0.436139°E 521.6 msnm       |           |                     | Modifica les dades a Wikidata |
|        | serra del Pebrer           | Gandesa                              | serra        |                                      | 41° 02′ 56″ N, 0° 27′ 50″ E / 41.04894444°N,0.46391667°E 484.4 msnm |           |                     | Modifica les dades a Wikidata |

## Misc
| imatge | Nom                                                   | Ubicat a | instància de                                        | Detalls                                                                                    | coordenades                                                                                                | Protecció                                            | Commons (més fotos)                        | Dades a WD                    |
| ------ | ----------------------------------------------------- | -------- | --------------------------------------------------- | ------------------------------------------------------------------------------------------ | --- | ---------------------------------------------------- | ------------------------------------------ | ----------------------------- |
|        | Balneari de la Fontcalda                              | Gandesa  | balneari                                            | Estil: arquitectura eclèctica 19th century                                                 | 41° 00′ 04″ N, 0° 25′ 42″ E / 41.001134°N,0.428362°E ca:La Fontcalda 157 msnm                              | bé integrant del patrimoni cultural català           | Balneari de la Fontcalda                   | Modifica les dades a Wikidata |
|        | Castell de Gandesa                                    | Gandesa  | castell                                             |                                                                                            | 41° 03′ 12″ N, 0° 26′ 11″ E / 41.053348°N,0.436426°E ca:Murs en algunes cases 374 msnm                     | bé d'interès cultural bé cultural d'interès nacional |                                            | Modifica les dades a Wikidata |
|        | Celler Cooperatiu de Gandesa                          | Gandesa  | celler                                              | Arquitecte: Cèsar Martinell i Brunet Estil: modernisme català arquitectura modernista 1919 | 41° 03′ 18″ N, 0° 26′ 25″ E / 41.054893°N,0.440405°E ca:Avinguda de Catalunya, 28                          | bé d'interès cultural bé cultural d'interès nacional | Celler Cooperatiu de Gandesa               | Modifica les dades a Wikidata |
|        | Consorci Memorial dels Espais de la Batalla de l'Ebre | Gandesa  | museu                                               | 2001                                                                                       | 41° 04′ 35″ N, 0° 28′ 36″ E / 41.07626923623665°N,0.4767124353094991°E ca:Carrer de la Bassa d'en Gaire, 1 |                                                      |                                            | Modifica les dades a Wikidata |
|        | Gandesa                                               | Gandesa  | entitat singular de població capital municipal      | 3160 hab                                                                                   | 41° 03′ 14″ N, 0° 26′ 19″ E / 41.05375°N,0.4385°E 363 msnm                                                 |                                                      |                                            | Modifica les dades a Wikidata |
|        | Molí de Gandesa                                       | Gandesa  | molí d'aigua                                        |                                                                                            | 40° 59′ 40″ N, 0° 26′ 26″ E / 40.9944029664405°N,0.440597399041782°E                                       |                                                      |                                            | Modifica les dades a Wikidata |
|        | Museu Memorial de la Batalla de l'Ebre                | Gandesa  | edifici de museu                                    | Estil: noucentisme 1925 Dedicat a: batalla de l'Ebre                                       | 41° 03′ 16″ N, 0° 26′ 21″ E / 41.054552°N,0.439112°E 364 msnm                                              | bé cultural d'interès local                          | Museu Memorial de la Batalla de l'Ebre     | Modifica les dades a Wikidata |
|        | Poblat ibèric del Coll del Moro                       | Gandesa  | poblat ibèric edifici històric jaciment arqueològic |                                                                                            | 41° 02′ 53″ N, 0° 23′ 11″ E / 41.048092°N,0.386383°E                                                       | bé cultural d'interès nacional bé d'interès cultural | Poblat ibèric del Coll del Moro            | Modifica les dades a Wikidata |
|        | Polígon industrial La Plana                           | Gandesa  | polígon industrial                                  |                                                                                            | 41° 03′ 09″ N, 0° 27′ 00″ E / 41.0525109239753°N,0.450124481212668°E                                       |                                                      |                                            | Modifica les dades a Wikidata |
|        | Porxo a la Font Calda                                 | Gandesa  | passatge                                            | Estil: arquitectura popular                                                                | ca:Santuari de la Mare de Déu de la Fontcalda                                                              | bé integrant del patrimoni cultural català           |                                            | Modifica les dades a Wikidata |
|        | Presó de Gandesa                                      | Gandesa  | presó                                               | Estil: arquitectura gòtica                                                                 | 41° 03′ 10″ N, 0° 26′ 12″ E / 41.052908°N,0.436626°E                                                       | bé d'interès cultural bé cultural d'interès nacional | Presó (Gandesa)                            | Modifica les dades a Wikidata |
|        | Puig Caballe                                          | Gandesa  | vèrtex geodèsic                                     | Alt: 1.15m                                                                                 | 41° 01′ 40″ N, 0° 26′ 15″ E / 41.027759°N,0.437621°E 706.757 msnm                                          |                                                      |                                            | Modifica les dades a Wikidata |
|        | Torre al Molí de Gandesa                              | Gandesa  | torre de defensa                                    |                                                                                            | 40° 59′ 39″ N, 0° 26′ 27″ E / 40.994249°N,0.440871°E                                                       | bé cultural d'interès nacional                       |                                            | Modifica les dades a Wikidata |
|        | ajuntament de Gandesa                                 | Gandesa  | casa consistorial                                   | Estil: noucentisme                                                                         | 41° 03′ 07″ N, 0° 26′ 20″ E / 41.052008°N,0.438963°E                                                       | bé integrant del patrimoni cultural català           | Ajuntament de Gandesa                      | Modifica les dades a Wikidata |
|        | la Pedrera                                            | Gandesa  | pedrera                                             |                                                                                            | 41° 02′ 54″ N, 0° 25′ 46″ E / 41.0484382224715°N,0.429389892193246°E                                       |                                                      |                                            | Modifica les dades a Wikidata |
|        | los Avencs                                            | Gandesa  | avenc                                               |                                                                                            | 40° 59′ 59″ N, 0° 26′ 19″ E / 40.9997647542671°N,0.438689784945279°E                                       |                                                      |                                            | Modifica les dades a Wikidata |
|        | porxos de la plaça de l'Església                      | Gandesa  | porxe                                               | Estil: arquitectura popular 19th century                                                   | 41° 03′ 09″ N, 0° 26′ 14″ E / 41.052487°N,0.437345°E ca:Plaça de l'Església 387 msnm                       | bé integrant del patrimoni cultural català           | Porxos de la plaça de l'Església (Gandesa) | Modifica les dades a Wikidata |